# 乔纳斯·卡尔森·德吕安德尔
乔纳斯·卡尔森·德吕安德尔（瑞典语:Jonas Carlsson Dryander，1748年3月5日－1810年10月19日）是一个瑞典植物学家。
德吕安德尔出身于哥德堡。在就读乌普萨拉大学时是卡尔·林奈的学生。他于1777年7月10日到达伦敦。从1782年开始他成为了约瑟夫·班克斯爵士的植物学家和图书管理员（继任去世的丹尼尔·索兰德），同时担任皇家学会的图书管理员和伦敦林奈学会（ Linnean Society）的副会长。
德吕安德尔的出版物包括Catalogus bibliothecae historico-naturalis Josephi Banks(1796-1800).
在1784年，他被选为瑞典皇家科学院的外籍院士。
他的朋友和同事瑞典人卡尔·彼得·通贝里（Carl Peter Thunberg）为了对他表示敬意，以他的名字命名Dryandra这个属。